# Andreas Lambertz
Andreas Lambertz (Dormagen, 15 ottobre 1984) è un allenatore di calcio ed ex calciatore tedesco, di ruolo centrocampista, attuale vice allenatore del F. Düsseldorf II.

## Palmarès

### Club

#### Competizioni nazionali
- 3. Liga: 1

Dinamo Dresda: 2015-2016